# Those Magnificent Men in their Flying Machines

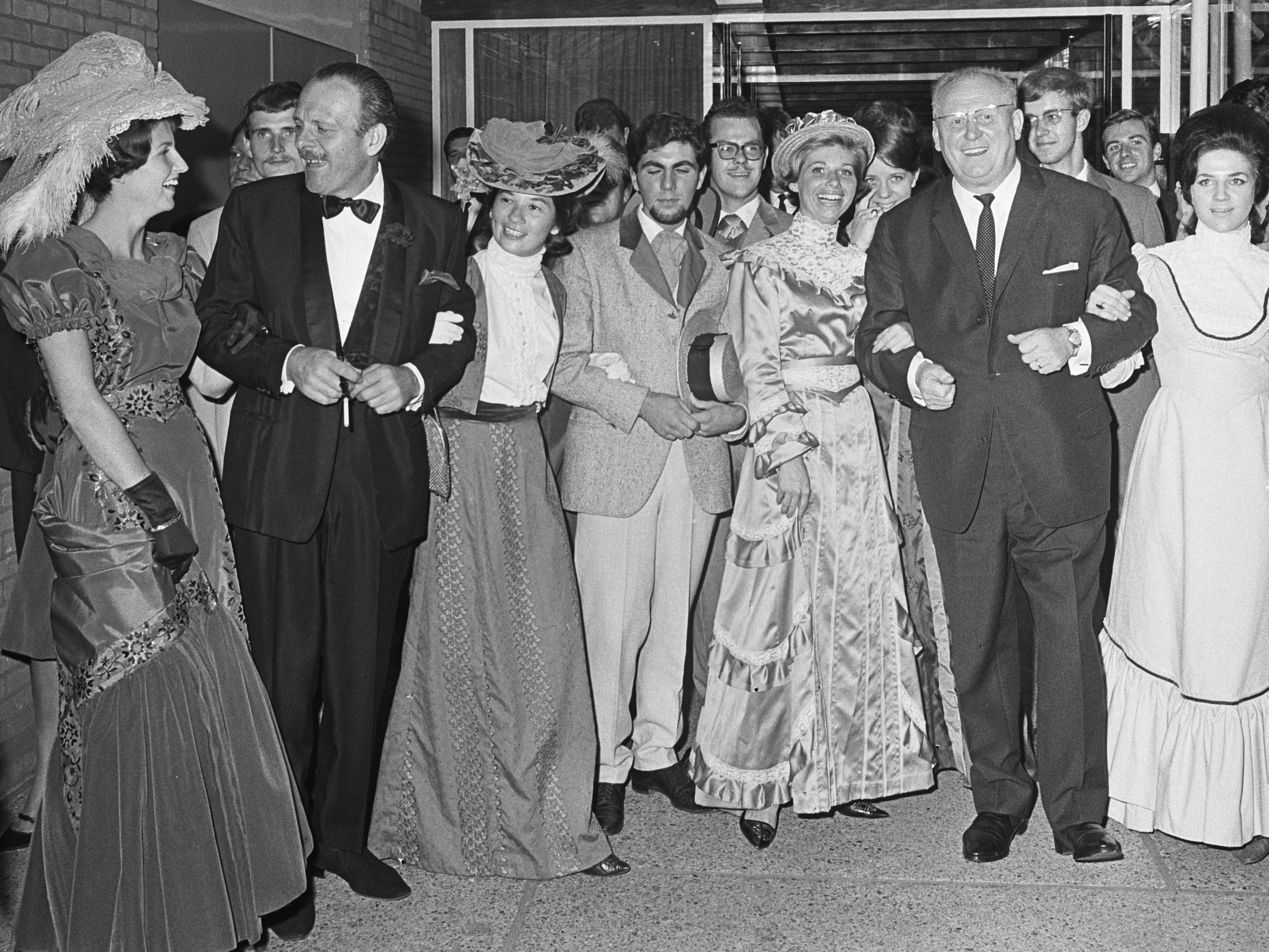
Première van de film Those Magnificent Men in Their Flying Machines in bioscoop Du Midi (Amsterdam); Gert Fröbe en Terry-Thomas waren aanwezig bij de première (15 juli 1965).

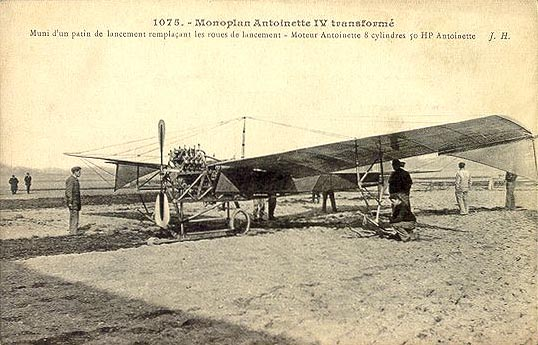
Daguerreotype van een Antoinette IV van rond 1910, het type toestel van Richard Mays

Those Magnificent Men in their Flying Machines, or how I flew from London to Paris in 25 hours and 11 minutes, is een Britse avondvullende filmkomedie uit 1965 geregisseerd door Ken Annakin. Het verhaal speelt zich af in 1910, het tijdperk van de luchtvaartpioniers, een jaar nadat Louis Blériot als eerste over het Kanaal vloog. Er wordt een race georganiseerd tussen Londen en Parijs waarbij allerlei nationaliteiten meedoen. 
De Brit Richard Mays (James Fox) en de Amerikaan Orvil Newton (Stuart Whitman) strijden om de overwinning en de aandacht van de dochter Patricia (Sarah Miles) van de organisator Rawnsley (Robert Morley).
De decors, rekwisieten en kostuums zijn authentiek. Er werden vliegtuigen en replica's op ware grootte gebruikt. Op het hoogtepunt werden meer dan 2000 figuranten ingezet. De film is geschoten op 70mm-film.
Het lied Those Magnificent Men in their Flying Machines werd een hit en de frasen "up diddley up-up" en "down diddley down-down" zijn in het collectieve bewustzijn terechtgekomen.
De film won een Golden Globe in 1966 voor het spel van Alberto Sordi, en een BAFTA Award voor beste kostuums. De film is in 1966 genomineerd voor een Academy Award voor beste originele scenario. 

## Deelnemers
| Acteur             | Piloot                      | Land             | Vliegtuig                                                                                    | Startnummer            | Opmerkingen |
| ------------------ | --------------------------- | ---------------- | -------------------------------------------------------------------------------------------- | ---------------------- | --- |
| James Fox          | Richard Mays                | Engeland         | Antoinette IV                                                                                | 8                      | Every inch a gentleman, minnaar van Patricia, de ondeugende dochter van de organisator. Vindt een rivaal in de Amerikaanse deelnemer. Wint de race, maar deelt het prijzengeld met de Amerikaan. |
| Terry-Thomas       | Sir Percy Ware-Armitage     | Engeland         | Avro Triplane                                                                                | 12                     | Een snobistische valsspeler. Hij saboteert het vliegtuig van de Japanner en vergiftigt de Duitse piloot. Hij steekt 's nachts met een schip het Kanaal over. Zijn vliegtuig crasht op lachwekkende wijze. |
| Stuart Whitman     | Orvil Newton                | Verenigde Staten | Bristol Boxkite, bijgenaamd The Phoenix Flyer, een eendvliegtuig                             | 7                      | Heeft zijn laatste geld gebruikt om naar Engeland te komen. Hij komt in conflict met Mays omdat hij Patricia ook wel aardig vindt. Hoewel hij moet winnen om zijn vliegtuig te kunnen behouden, laat hij de overwinning aan zich voorbij gaan om de Italiaanse deelnemer het leven te redden, waarna Mays de prijs met hem deelt. |
| Jeremy Lloyd       | Lieutenant Parsons          | Engeland         | Picaut Dubrieul bijgenaamd HMS Victory                                                       | 4                      | |
| Tony Hancock       | Harry Popperwell            |                  | Little Tiddler                                                                               | 5                      | |
| Gert Fröbe         | Oberst Manfred von Holstein | Duitsland        | Eardley Billing Tractor Biplane                                                              | 11                     | Heeft een voorliefde voor militair vertoon. Hoewel hij nog nooit gevlogen heeft, neemt hij zelf achter de knuppel plaats als zijn piloot, Hauptmann Rumpelstoss, door Sir Percy vergiftigd blijkt te zijn. |
|                    | Mr Wallace                  |                  |                                                                                              | 14                     | |
|                    | Charles Wade                |                  |                                                                                              | onbekend               | |
| Yujiro Ishihara    | Yamamoto                    | Japan            | Japanese Eardley Billing Tractor Biplane                                                     | 1                      | Hij geldt als de grote kanshebber, maar zijn vliegtuig wordt door Sir Percy gesaboteerd. |
| Alberto Sordi      | Count Emilio Ponticelli     | Italië           | Philips Multiplane, Passat Ornithopter, Lee Richards Annular Biplane en Vickers 22 Monoplane | 2                      | Heeft zijn hele familie meegebracht. Hij dreigt vlak voor de eindstreep te verongelukken, maar wordt door de Amerikaan gered. Zijn vrouw wil dat hij het vliegen opgeeft. |
|                    | Henri Monteux               |                  |                                                                                              | onbekend               | |
| Jean-Pierre Cassel | Pierre Dubois               | Frankrijk        | Santos-Dumont Demoiselle                                                                     | 9                      | Grappenmaker en rokkenjager. Hij kan de Duitser niet uitstaan. |
|                    | Mr Mac Dougall              | Schotland        | Blackburn Monoplane bijgenaamd Wake up Scotland                                              | 6                      | |
|                    | Harry Walton                |                  |                                                                                              | geen nummer toegewezen | |

## Rolverdeling
| Acteur              | Personage                                                                                           |
| ------------------- | --------------------------------------------------------------------------------------------------- |
| Stuart Whitman      | Orvil Newton                                                                                        |
| Sarah Miles         | Patricia Rawnsley                                                                                   |
| James Fox           | Richard Mays                                                                                        |
| Tony Hancock        | Harry Popperwell (Aircraft Designer)                                                                |
| Alberto Sordi       | Graaf Emilio Ponticelli                                                                             |
| Robert Morley       | Lord Rawnsley                                                                                       |
| Gert Fröbe          | Kolonel Manfred von Holstein                                                                        |
| Jean-Pierre Cassel  | Pierre Dubois                                                                                       |
| Irina Demick        | Brigitte/Marlene/Ingrid/Françoise/Yvette/Betty                                                      |
| Eric Sykes          | Courtney                                                                                            |
| Red Skelton         | Neanderthal Man, Greek birdman, Middle Ages inventor, Victorian-era pilot, Modern airline passenger |
| Terry-Thomas        | Sir Percy Ware-Armitage, Bt                                                                         |
| Benny Hill          | Brandweercommandant Perkins                                                                         |
| Yujiro Ishihara     | Yamamoto (voice dubbed by James Villiers)                                                           |
| Dame Flora Robson   | Moeder-overste                                                                                      |
| Karl Michael Vogler | Kapitein Rumpelstoss                                                                                |
| Sam Wanamaker       | George Gruber                                                                                       |
| Eric Barker         | Franse postbode                                                                                     |
| Maurice Denham      | Scheepskapitein                                                                                     |
| Fred Emney          | Kolonel                                                                                             |
| Gordon Jackson      | MacDougal                                                                                           |
| Davy Kaye           | Jean, Pierre Dubois' hoofdwerktuigkundige                                                           |
| John Le Mesurier    | Frans schilder                                                                                      |
| Jeremy Lloyd        | Luitenant Parsons                                                                                   |
| Zena Marshall       | Gravin Sophia Ponticelli                                                                            |
| Millicent Martin    | Gastvrouwe                                                                                          |
| Eric Pohlmann       | Italiaanse burgemeester                                                                             |